# 戴立克

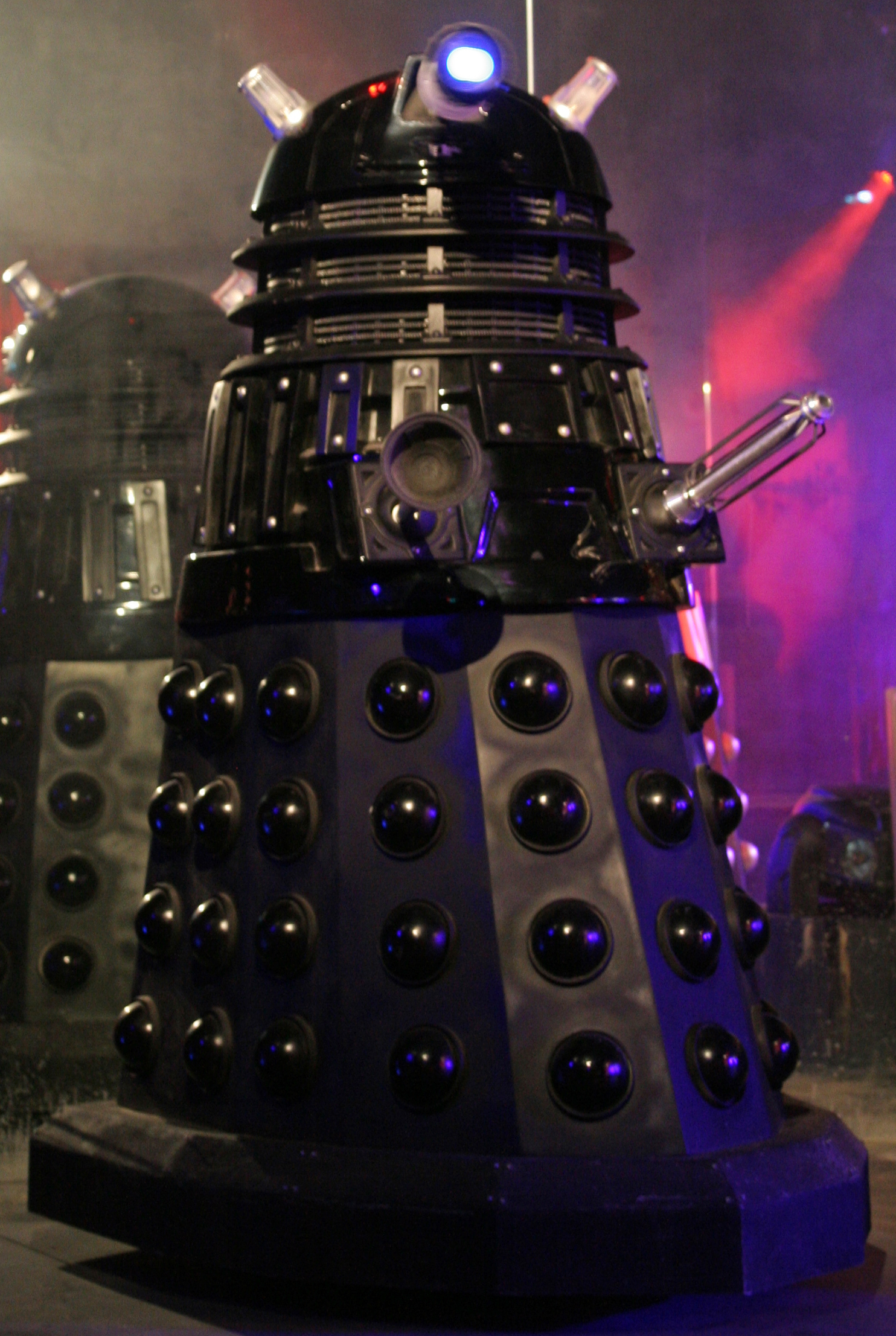
一个Dalek

戴立克（Daleks，或譯「达立克斯」「达雷克斯」）是一種在英国科幻电视剧神秘博士中出現的反派外星人。他們的目的就是征服整個宇宙，並抹殺所有「劣等種族」，影射著現實歷史的納粹德國。

## 在流行文化中
"Daleks"这个词已经进入了主流的词典，包括牛津英语词典，它定义"Daleks"为“在神秘博士中的一种机器人”。英语使用者有些时候用这个作为暗喻形容人们，通常形容那些固守成规的人。